# سيغارتسكيرشن
سيغارتسكيرشن (بالألمانية: Sieghartskirchen) هي بلدية في منطقة تولن في ولاية النمسا السفلى.